# Байбіше
Байбіше́ (каз. бәйбіше), рідше байбіче́ (кирг. байбиче) — старша дружина у казахів, киргизів, перша дружина глави сім'ї, за якого в шлюб вступили одна або більше інших дружин. Байбіше називають також авторитетну, розумну жінку.
Назва утворилася шляхом з'єднання двох слів «бай» (чоловік, глава сім'ї, старший) і «біше» (дружина, радниця, господиня в домі). У більшості полігамних культур старша дружина має особливий почесний статус, виконуючи після чоловіка усі функції з керівництва сім'єю. Казахська приказка відображає традиційну нерівність дружин в традиційній сім'ї: «Старша дружина — наказ бога, молодша дружина — хвіст собаки».